# Leupoldishain
Leupoldishain je vesnice, místní část města Königstein v německé spolkové zemi Sasko. Nachází se v zemském okrese Saské Švýcarsko-Východní Krušné hory a má 219 obyvatel.

## Historie
Leupoldishain byl založen ve středověku jako lesní lánová ves. První písemná zmínka pochází z roku 1379, kdy je vesnice zmiňována jako Leutholdshayn. Název pochází patrně od křestního jména lokátora Luthold. Mezi lety 1967 a 1990 probíhala severně od zástavby Leupoldishainu těžba uranové rudy společností Wismut. Do té doby samostatná obec se v roce 1999 připojila ke Königsteinu.

## Geografie
Leupoldishain leží jihozápadně od města Königstein. Nachází se v pískovcové oblasti Saského Švýcarska na území Chráněné krajinné oblasti Saské Švýcarsko. Páteřním vodním tokem je potok Leupoldishainer Bach. Na jižním okraji katastrálního území se nachází skalní skupina Nikolsdorfské stěny se silně rozeklanou přírodní památkou Labyrinth. K místní části Leopoldishain náleží také malá navazující vesnice Nikolsdorf.

## Pamětihodnosti
- stará školní budova
- statky s hrázděnými patry